# MRE口粮

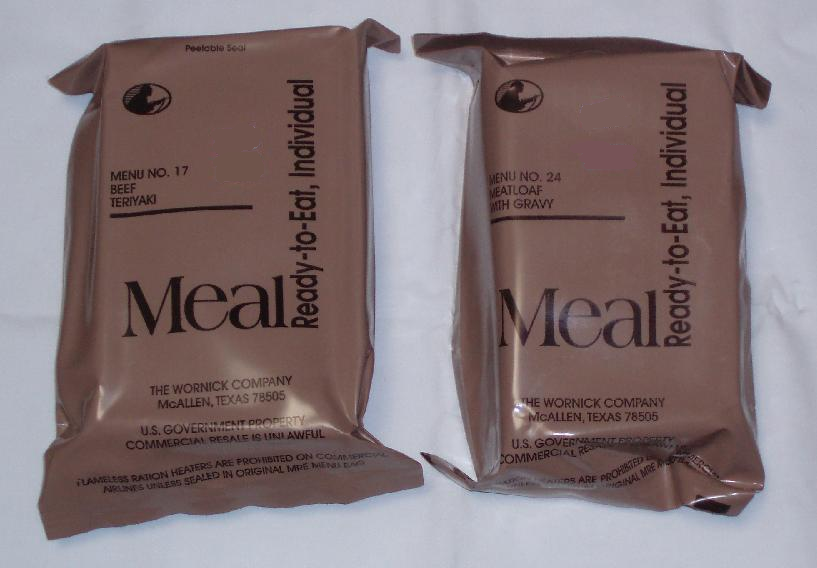
兩種MRE主菜包裝：照燒牛肉與美式肉卷

口糧是一種內容物完備且輕量化的個人野戰口糧，由美國軍隊開發，提供給在戰鬥中或沒有提供完善供餐設備場域的成員。於1981年取代了MCI口糧以及美國陸軍、特種部隊與越戰時美國陸軍遊騎兵的輕量化LRP口糧。

## 要求

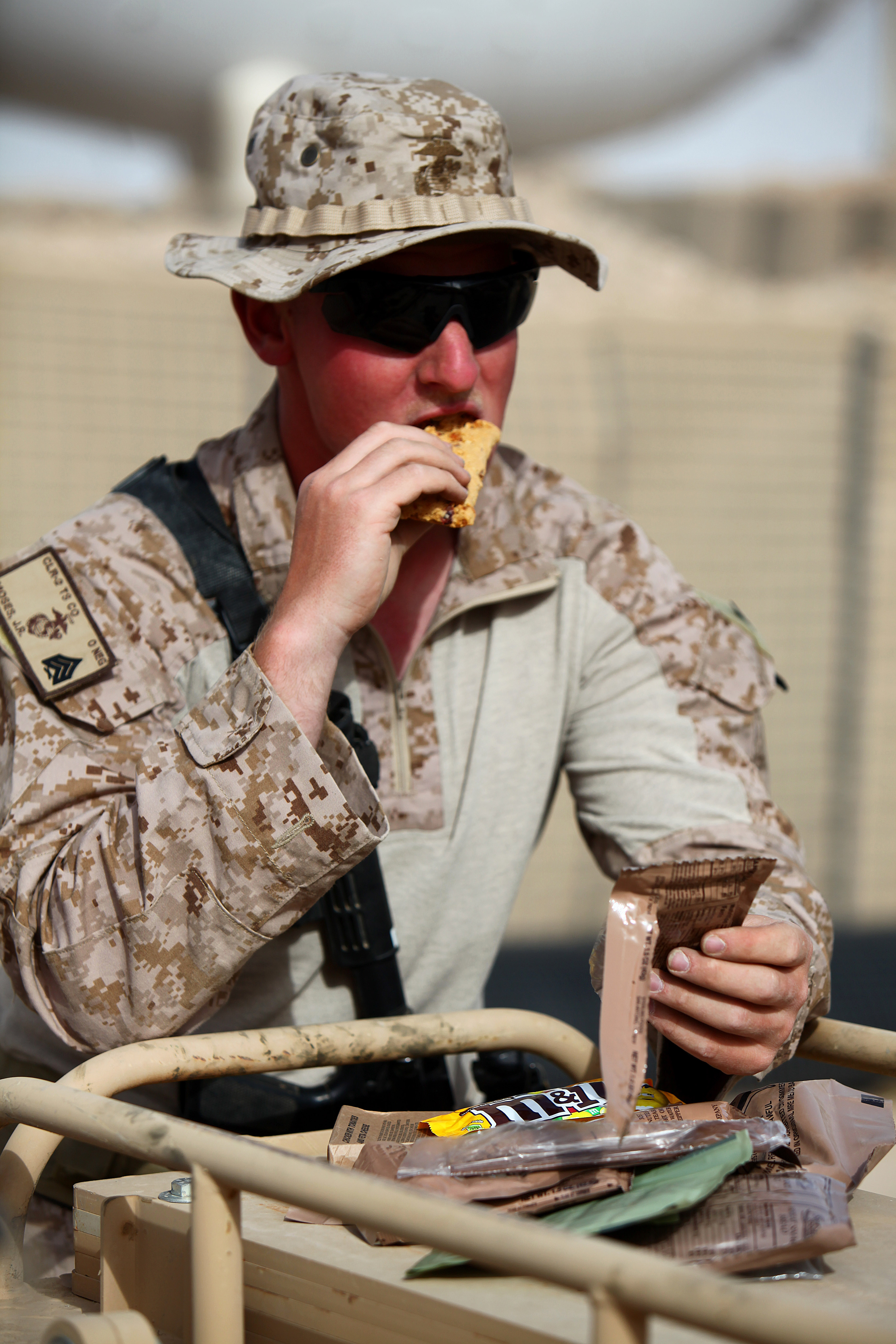
美國海軍陸戰隊士兵食用MRE口糧

每份餐點需能提供大約1,200卡路里（1,200大卡或5,000千焦），其要求是要在後勤單位无法提供新鮮口糧的情形下，最長可食用21天；且最低的保存期限為3年（依儲存條件而定）。
MRE的包裝要求非常嚴格，必須能在有降落傘的狀況下從380（1,250英尺）的高空中空投；如果沒有降落傘的話，也必須能從30（98英尺）的高空中空投。其包裝也要在各種溫度下維持一定的最低保存期限，分別是27 °C（81 °F）下3年半、38 °C（100 °F）下9個月，且在−51 °C（−60 °F）至49 °C（120 °F）狀態下也能維持短時間的保存期限。目前新的包裝型態，有認為更容易達到上述的條件，包含了使用玉米蛋白取代鋁箔，使其更堅固，隔熱，避免反射光線（可能會被敵人察覺）。
每份MRE重量依照餐點的不同，為510至740克（18至26盎司）。由於MRE包含了水，因此其重量會比提供同等卡路里的冷凍乾燥食品還要重。

## MRE的內容物
一般MRE的內容物會包含：
- 主菜
- 配菜

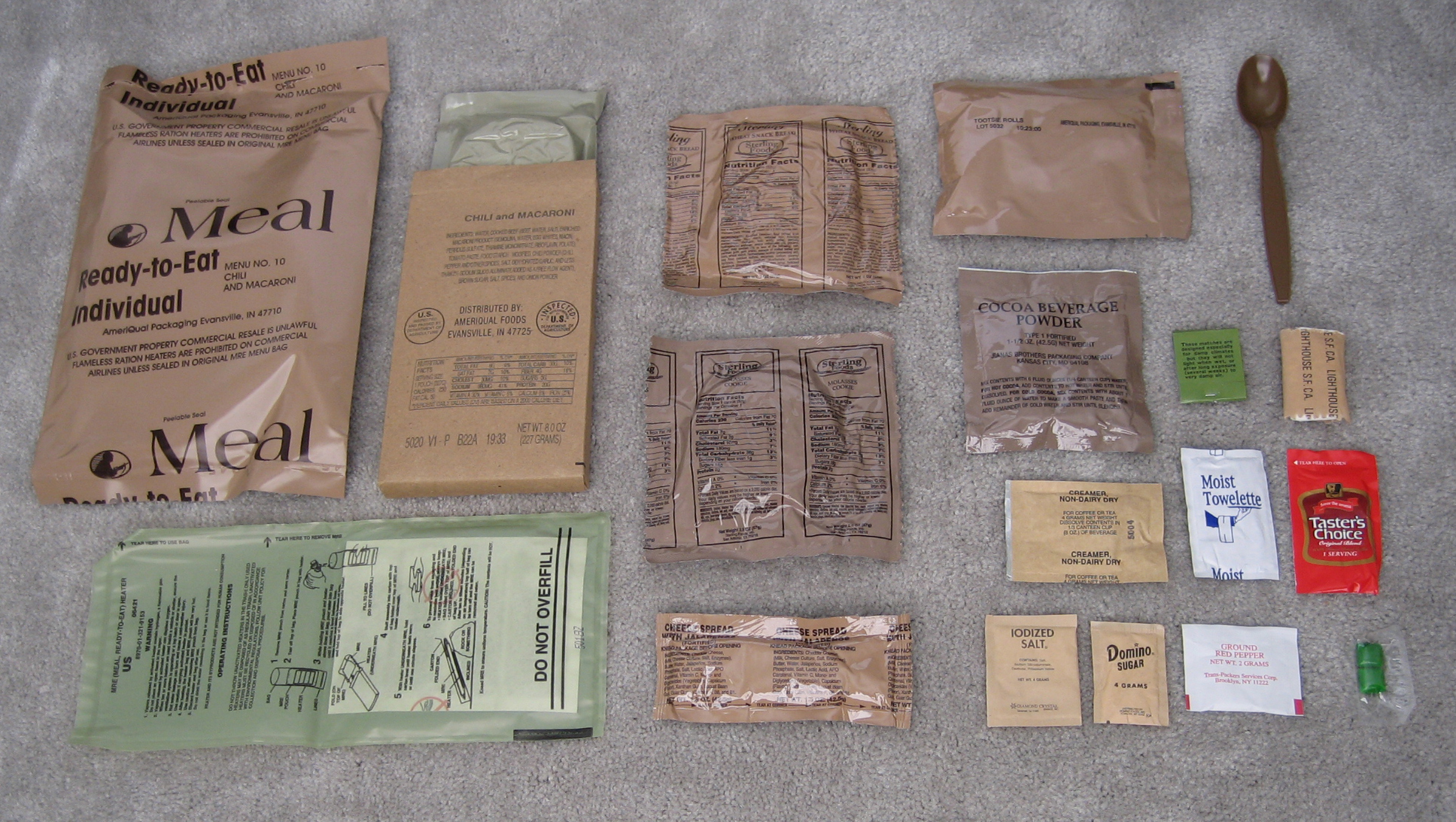
一份MRE包含主菜、配菜、麵包、點心與無燄加熱器。

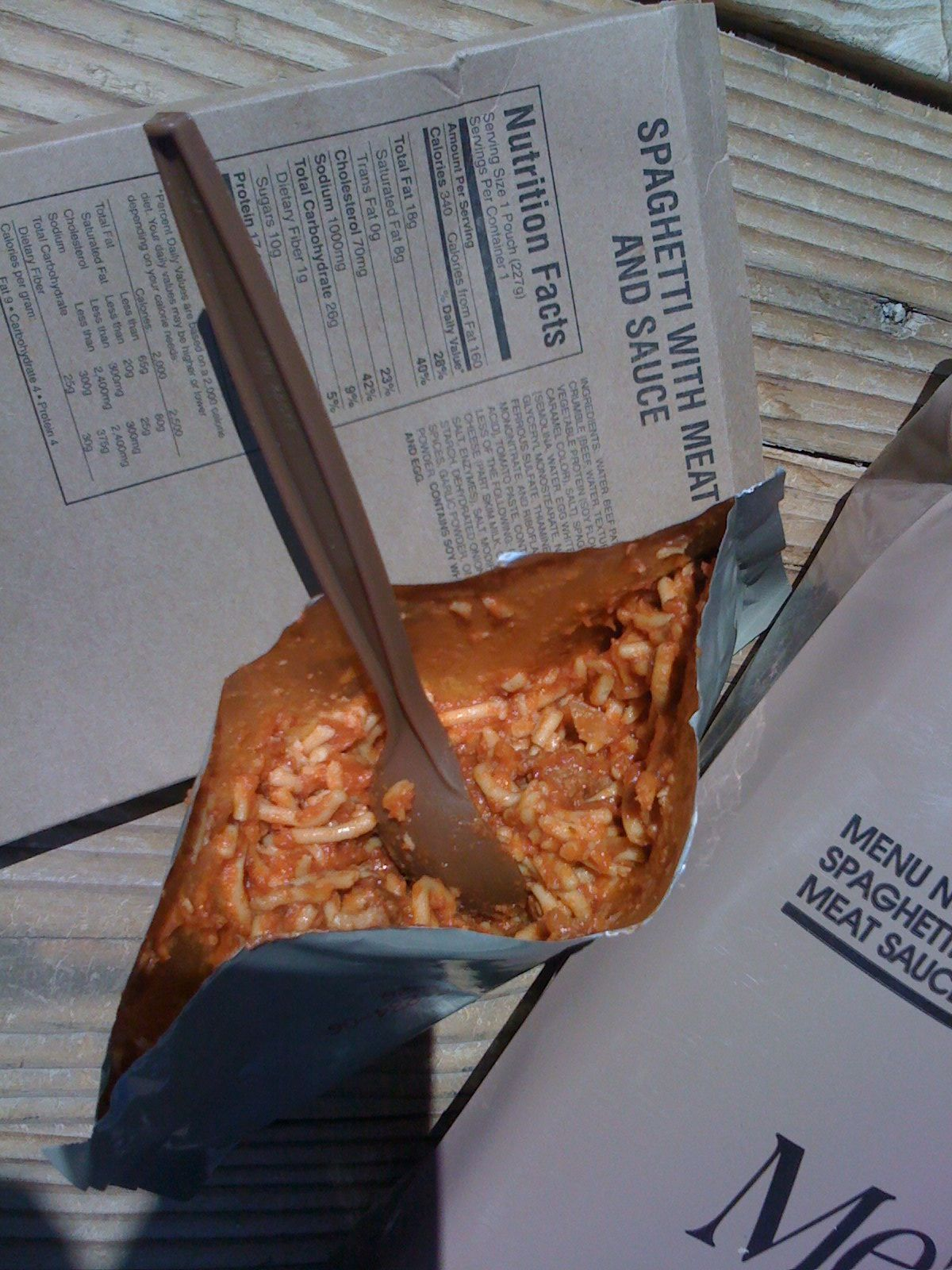
MRE主菜肉醬義大利麵

- 甜品或零食（一般為市售糖果、強化義大利麵或固態能量棒）
- 蘇打餅或麵包
- 芝士醬、花生醬或果醬
- 粉末狀沖調飲料：水果風味飲料、可可、即溶咖啡或茶、運動飲料或乳品飲料
- 餐具（通常只有一支塑膠湯匙）
- 無燄加熱器
- 飲品混合袋
- 附件包：
  - 木糖醇口香糖
  - 防水紙板火柴（英语：matchbook）
  - 餐巾或衛生紙
  - 濕紙巾
  - 調味料，包含食鹽、黑胡椒、糖、奶精與/或塔巴斯科辣椒醬

許多餐點的營養皆經過強化。此外，美國國防部的政策要求，在任何允許的環境下，尤其是在訓練環境下，必須增加MRE中的鮮食與A-口糧。

## 批評
早期的MRE因為僅注重保存性、口感不佳，過於難吃所以飽受廣大美軍士兵的劣評，MRE得到了以下的渾名:
- 「眾人拒絕的食品」（Meals Rejected/Refused by Everyone）
- 「敵人也拒絕的食品」（Meals Rejected/Refused by Enemy）
- 「難以下嚥的食品」（Meals, Rarely Edible）
- 「衣索比亞人拒絕的食品」（Meals Rejected by Ethiopians）
- 「敵方人士」（ 或 ）
- 「適合弱智人士進食」（Mentally Retarded Edibles）
- 「隨時可丟的食品」（Meal Ready to Expel）
- 「貌似可吃的物體」（Materials Resembling Edibles）
- 「打擊士氣的因素」（Morale Reducing Elements）
- 「一次滿足三個謊言：既非食品、也沒準備、更不能吃」（Three Lies for the Price of One: it's not a Meal, it's not Ready, and you can't Eat it）

- 「人們拒絕食用」（Man Refuse to Eat）

甚至聽說有一次國際軍糧交流會中，美軍的MRE完全無人問津，因此被公認為全世界最難吃的野戰口糧。雖然後期的MRE的餐單中的味道有所改善，但這些花名已不脛而走。甚至因為膳食纖維含量低而導致很多士兵患上便秘，所以又有以下的污名:
- 「需要浣腸的食品」（Meals Requiring Enemas）
- 「拒絕排出的食品」（Meals Refusing to Exit）
- 「拒絕排泄的食品」（Meals Refusing to Excrete）
- 「需要重度通肛排出」（Massive Rectal Expulsions）

當這些批評及罵名在傳回美國國防部後也被迫做修改。

## 相關
- 野戰口糧
- 個人戰鬥口糧（英语：Individual Meal Pack）（加拿大）
- 露營餐（英语：Camping food）
- 太空食品
- Scho-Ka-Kola

## 進階閱讀
- Marx de Salcedo, Anastacia. . New York: Current/Penguin. 2015. ISBN 9781101601648.

## 外部連結
- Operational Rations of the Department of Defense, 7th Edition
- How MREs Work （页面存档备份，存于）
- NPR All Things Considered, mentions the new MRE menu for 2004 (at 5 minutes 02 seconds) （页面存档备份，存于）
- Military Packages Put Technology to the Test （页面存档备份，存于）
- MRE taste test: Airman staff goes tactical to spill the beans on meals, ready to eat
- Military buys special meals for Jewish, Muslim troops （页面存档备份，存于）
- MREInfo.com – Complete source of information on MREs both in US and International （页面存档备份，存于）
- Ready To Eat! 30 Years of the MRE （页面存档备份，存于）
- The Eat of Battle - how the World's Armies get fed （页面存档备份，存于）